# پرستودریایی شمالگان
پرستودریایی شمالگان (به انگلیسی: Arctic tern) یا پرستودریایی بهشتی (نام علمی: Sterna paradisaea) پرنده‌ای دریایی و مهاجر است که طولانی‌ترین مهاجرت سالانه را در بین جانداران انجام می‌دهد.
پرستودریایی شمالگان گونه‌ای از تیرهٔ کاکاییان و راستهٔ سلیم‌سانان است.
این پرنده دارای جثه‌ای کوچک و باریک بوده و رنگ پرهایش اغلب سفید است. بال‌های باریک و سر گرد و گردن کوتاه و کلفت و دم نواری و دراز و ظریف دارد. عمر معمولی پرستودریایی شمالگان ۲۰ سال است و در بعضی برآوردها مدت زندگی آن به ۳۰ تا ۳۴ سال نیز می‌رسد و پس از سه یا چهار سالگی شروع به تولید مثل می‌کند.

## ویژگی‌های ظاهری
پرستودریایی شمالگان بالغ پرنده‌ای سفید رنگ با تاج سیاه و نوکی به رنگ نارنجی روشن است. جثهٔ این پرنده، کوچک و باریک است و دُمی بلند و شاخه‌دار (چنگال‌مانند) و پاهایی کوتاه و قرمز رنگ دارد. بال‌ها سفید بوده و نوک پرها تیره است. در پرندگان جوان‌تر نوارهای قهوه‌ای یا خاکستری در سرتاسر کمر امتداد دارند و پرندگان نابالغ پر نداشته و شبیه به پرندگان بالغ در زمان پرریزی هستند. نکتهٔ قابل توجه در مورد این پرنده این است که به مانند اردک دارای پاهای پره‌دار است.

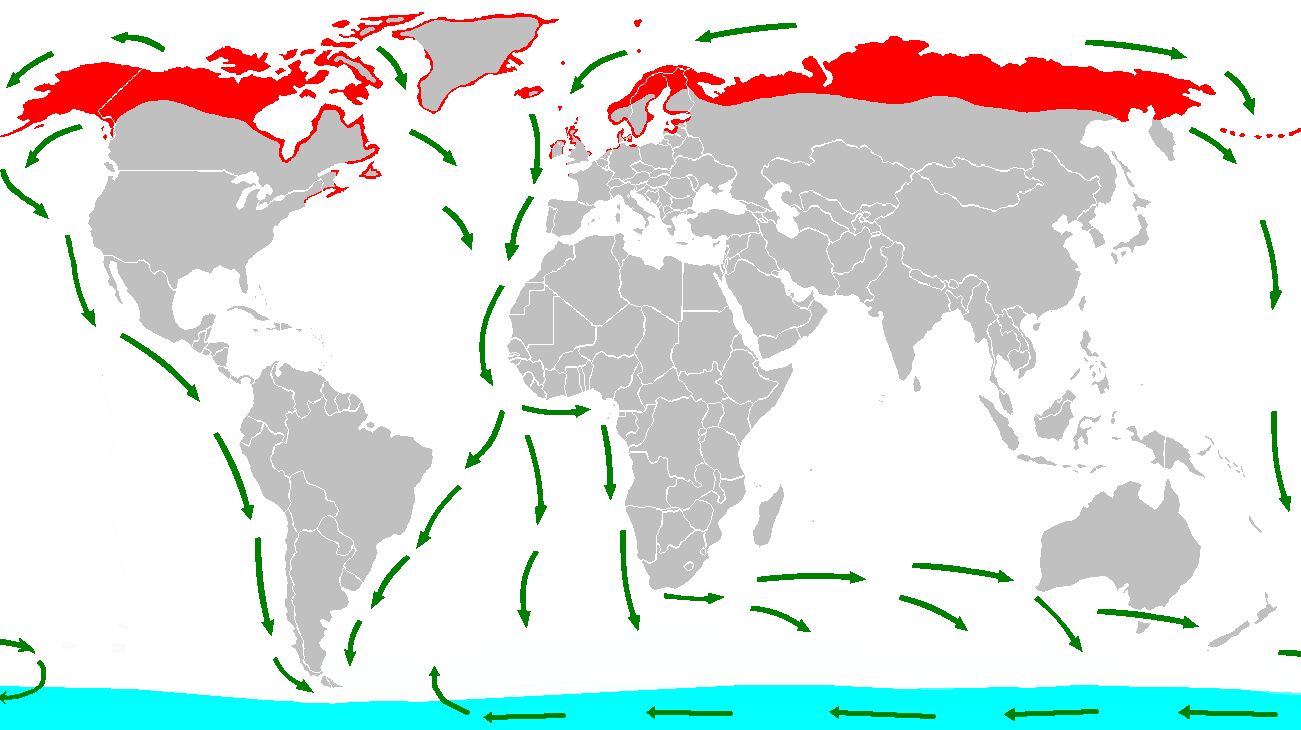
مسیر مهاجرت پرستودریایی شمالگان

## مهاجرت
پرستودریایی شمالگان مهاجر است و طولانی‌ترین مهاجرت سالانه بین جانداران را دارد. این پرنده هر سال از قطب شمال تا قطب جنوب مهاجرت می‌کند و دوباره برمی‌گردد که در این رفت و برگشت، نزدیک به 40000 کیلومتر را می‌پیماید. این پرنده برای مهاجرت چربی ذخیره نمی‌کند و در سفر تغذیه می‌کند.
|  |

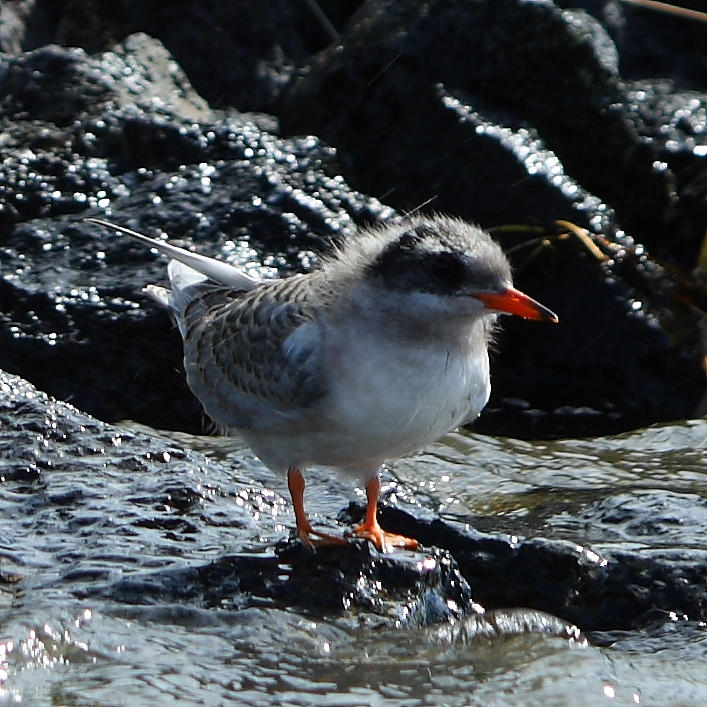
یک پرستودریایی جوان نابالغ

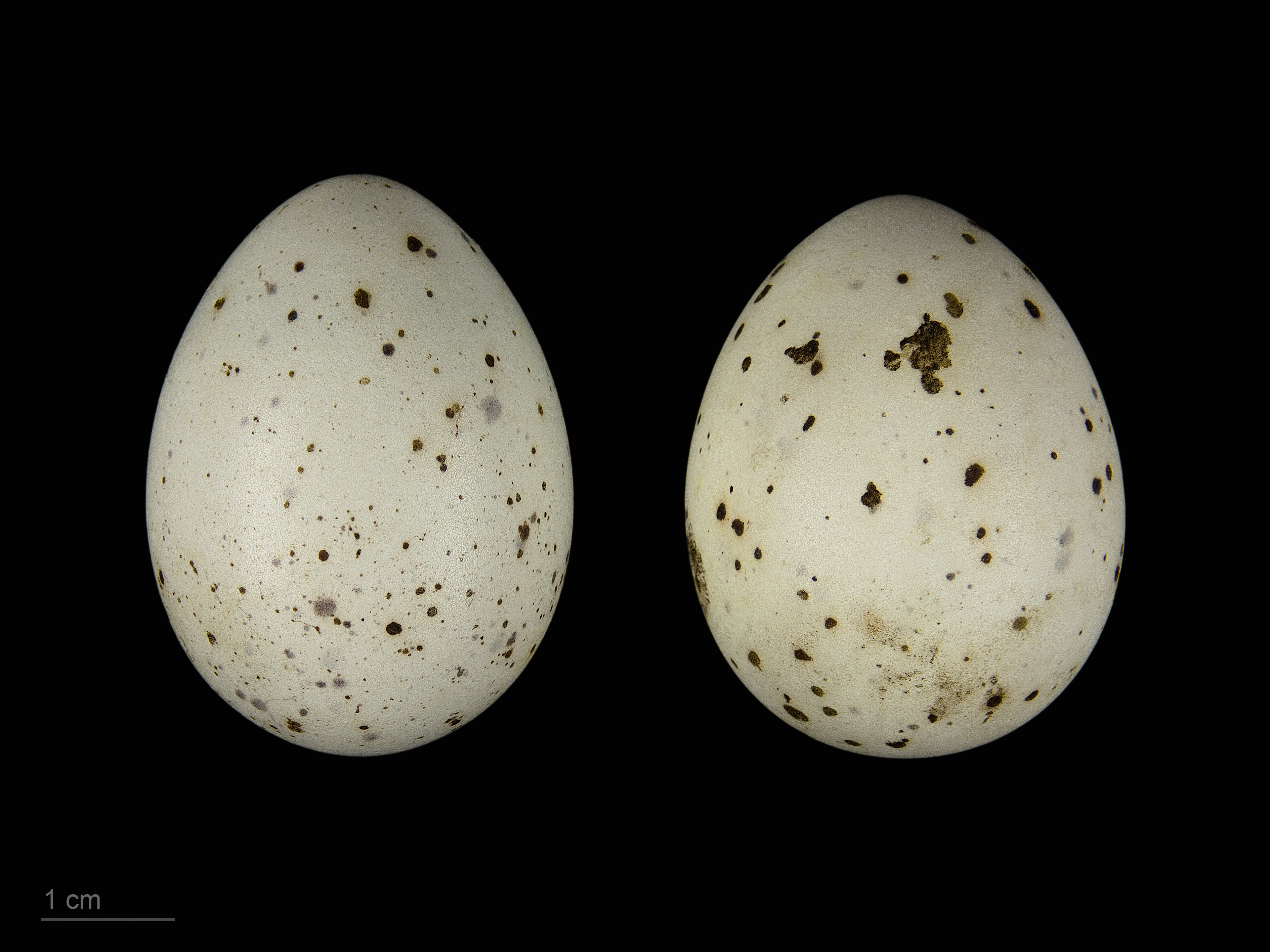
Sterna paradisaea

طول این پرنده معمولاً میان ۳۰ تا ۳۸ سانتی‌متر است و وزن آن میان ۸۰ تا ۱۱۰ گرم است. پرندگان نر و ماده بسیار شبیه به یکدیگر هستند. جوجه‌های تازه از تخم درآمده کُرک‌دار و به رنگ قهوه‌ای یا خاکستری هستند.